# Valea Morii (okręg Alba)
Valea Morii – wieś w Rumunii, w okręgu Alba, w gminie Vidra. W 2011 roku liczyła 112 mieszkańców.